# Agnesiella quinquemaculata
Agnesiella quinquemaculata är en insektsart som först beskrevs av William Lucas Distant 1918.  Agnesiella quinquemaculata ingår i släktet Agnesiella och familjen dvärgstritar. Inga underarter finns listade i Catalogue of Life.